# Emicizumab
Emicizumab (ACE910) nombre comercial HEMLIBRA® es un anticuerpo monoclonal  tipo inmunoglobulina G4 (IgG4)  biespecífico, recombinante y humanizado de inyección subcutánea indicado para el manejo de la hemofilia A, desarrollado por Chugai  Pharma Manufacturing Co. y Hoffmann-La Roche en Japón mediante tecnología del ADN recombinante en células mamíferas de ovario de hámster chino. 

## Mecanismo de Acción
Emicizumab (ACE910) es un anticuerpo biespecífico que unifica el factor IX activado y el factor X para restablecer la función del factor VIII activado que falta, que es necesario para la hemostasia eficaz. Debido a su estructura única, no se espera que emicizumab se vea afectado por los inhibidores existentes del factor VIII o que induzca un nuevo desarrollo de tales inhibidores. En un pequeño estudio de fase I encontró que el mismo es bien tolerado por individuos sanos y no hubo efectos tóxicos limitantes de la dosis con administración subcutánea una vez por semana. El tratamiento con este medicamento redujo notablemente la tasa de episodios hemorrágicos entre los participantes con hemofilia A con o sin inhibidores.

## Indicaciones
Profilaxis de rutina de los episodios de sangrado en pacientes de todas las edades con hemofilia A (deficiencia congénita del factor VIII) con inhibidores del factor VIII o con hemofilia A (deficiencia congénita del factor VIII) sin inhibidores del factor VIII3. Emicizumab cuenta con aprobación por parte de la Administración de Medicamentos y Alimentos (FDA) y EMA (Agencia Europea de Medicamentos), entre otros entes regulatorios en el mundo.

## Administración y posología
Modo de administración: Subcutáneo (SC). Debajo de la piel,
Posología: Dosis de carga: 3 mg/kg peso semanal por 4 semanas
           Dosis de mantenimiento: 1,5 mg/kg peso semanal continuo o
                                   3,0 mg/kg peso c/2 semanas continuo o
                                   6,0 mg/kg peso c/4 semanas continuo4

## Almacenamiento, estabilidad y uso
HEMLIBRA® (emicizumab) en inyección es una solución estéril, sin conservantes, entre incolora y ligeramente amarilla para inyección subcutánea que se presenta en viales de dosis única que contienen emicizumab en concentraciones de 30 mg/ml, 60 mg/0,4 ml, 105 mg/0,7 ml o 150 mg/ml;
• Conserve los viales de HEMLIBRA® en un refrigerador a una temperatura de entre 2 °C y 8 °C (de 36 °F a 46 °F) en las cajas originales para protegerlos de la luz. No congele el medicamento; 
• No agite el medicamento;
Antes de administrar una inyección y en caso de que sea necesario, los viales sin abrir de HEMLIBRA® pueden conservarse fuera del refrigerador y luego volver a colocarse en él. La temperatura y el tiempo combinado total fuera del refrigerador no deben superar los 30 °C (86 °F) ni los 7 días (a una temperatura por debajo de los 30 °C [86 °F]), respectivamente;
• Una vez retirado del vial, deseche el contenido de HEMLIBRA si no se usa de inmediato;
• Deseche todo contenido de HEMLIBRA que no se haya usado4.

## Estudios Clínicos Fase III
Se evaluó la eficacia de HEMLIBRA® emicizumab para profilaxis de rutina en pacientes con hemofilia A en un programa de estudios pre-clínicos y clínicos que incluyó 4 estudios fase III que se describen a continuación: 
El estudio HAVEN 1 es un estudio multicéntrico fase III que evaluó profilaxis subcutánea de emicizumab una vez por semana en personas con hemofilia A con inhibidores del factor VIII, en el cual se enrolaron 109 pacientes  de 12 años de edad o más. El objetivo primario fue la diferencia en las tasas de sangrado entre el grupo A y el grupo B. Los participantes que habían recibido previamente tratamiento profiláctico con agentes de derivación recibieron emicizumab profilaxis en el grupo C. La profilaxis con emicizumab se asoció con una tasa de hemorragia significativamente menor que los participantes con hemofilia A e inhibidores que no recibieron profilaxis.(7)
El estudio HAVEN II HAVEN 2 es un ensayo clínico de Fase III de un solo brazo, abierto, multicéntrico, diseñado para evaluar la eficacia, seguridad y farmacocinética de la profilaxis con emicizumab en niños <12 años de edad con hemofilia A y los inhibidores de FVIII que previamente recibieron tratamiento con BPA. Los pacientes recibieron tratamiento subcutáneo inyecciones de emicizumab 3 mg/kg semanal x 4 semanas, seguido de 1,5 mg/kg semanalmente después. Los objetivos de eficacia fueron evaluar el efecto de la profilaxis con emicizumab sobre la tasa de hemorragia y una compraración intraindividual entre la profilaxis con emicizumab y la tasa de hemorragia histórica entre los que participaron en el NIS. Los objetivos adicionales incluyeron la seguridad y la farmacocinética del emicizumab. Se han presentado los resultados del análisis intermedio. HAVEN 2 está en curso con un total de 62 pacientes inscritos, incluyendo 4 pacientes <2 años de edad. Los pacientes serán seguidos durante ≥52 semanas.(8)
El estudio HAVEN 3 fue un estudio clínico de fase III aleatorizado, multicéntrico y sin enmascaramiento que se llevó a cabo en 152 varones adultos y adolescentes (de ≥12 años y ≥40 kg) con hemofilia A sin inhibidores del FVIII que habían recibido previamente FVIII de forma episódica o profiláctica. Se observó una reducción de sangrado de 96 % vs. emicizumab semanal y 97 % reducción sangrado vs. emicizumab c/2 semanas cuando se comparó con tratamiento a demanda (p<0,001). Además, las tasas de cero sangrados fueron 55,6 % y 60 % respectivamente. En el análisis intra paciente del estudio clínico HAVEN 3, la profilaxis con Hemlibra dio lugar a una reducción estadísticamente significativa (p <0,0001) (68 %) de la tasa de hemorragias tratadas en comparación con la correspondiente a la profilaxis previa con FVIII, obtenida en el estudio de observación previo a la inclusión.(9)
El estudio HAVEN 4, se trata de un estudio multicéntrico, abierto, no randomizado en 2 fases en personas con hemofila A congénita > 12 años de edad con o sin inhibidores cuyo objetivo principal fue medir la farmacocinética, seguridad y eficacia de emicizumab profilaxis cada 4 semanas. En la fase de PK (n=7) el 100 % de los pacientes tuvieron cero sangrados, se concluyó PK consistente con estudios preclínicos, buena tolerabilidad y seguridad. En la fase de expansión (n=41) el 56,1 % de los pacientes presentaron cero sangrados. No se presentaron microangiopatías trombóticas ni eventos tromboembólicos. Las concentraciones séricas de emicizumab se mantuvieron estables durante todo el período de seguimiento y el 100 % de los pacientes encuestados en emiPref prefirieron emicizumab versus su terapia previa.(10)
Las características descritas del producto sumado a la contundente evidencia científica confieren al paciente mayor adherencia al tratamiento y un impacto general en su calidad de vida permitiendo su reinserción en la sociedad. En la tercera edición de la guía internacional de manejo de hemofilia se recomienda como una opción emicizumab para hemofilia A sin inhibidores.(11)

## Efectos Adversos
Los efectos adversos más comúnmente reportados con el uso de HEMLIBRA® son leves: 
• Enrojecimiento, sensibilidad, calor o picazón en la zona de la inyección.
• Dolor de cabeza.
• Dolor en las articulaciones.
Se pueden presentar efectos adversos serios (microangiopatía trombótica o eventos trombóticos) cuando se usa en conjunto con Concentrado Complejo Protrombínico activado (CCPa) a dosis > de 100 U/kg. Consulte con su proveedor de atención médica si ha usado o requiere esta medicación conjunta4. 
Se han reportado fallecimientos en pacientes que reciben tratamiento profiláctico con emicizumab, pero ninguna de ellas ha sido asociada a emicizumab. Para mayor información ingrese a http://www.emicizumab.info.com